# Quahog Parasite Unknown

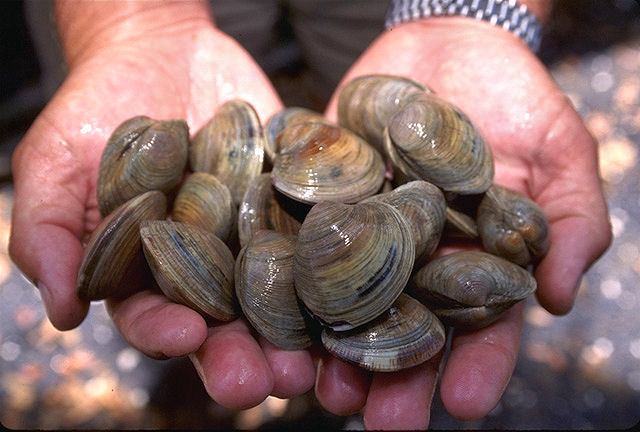
Nördliche Venusmuschel

Mit Quahog parasite unknown, kurz QPX, wird ein einzelliger Parasit der Nördlichen Venusmuschel (Mercenaria mercenaria) aus der Familie der Venusmuscheln bezeichnet. Wirt und Parasit kommen an der nordamerikanischen Ostküste vor, nördlich ist der Einzeller vor New Brunswick, Nova Scotia und Prince Edward Island (Kanada) und südlich bis Virginia nachgewiesen.
QPX ist seit den 1990er Jahren Gegenstand von Forschungen, da er Aquakulturen der Muschel durch vielfachen Tod der infizierten Tiere wirtschaftlich schädigen kann.

## Wissensstand
1959 wurde ein erstes Massensterben von Venusmuscheln mit einem Nachweis QPX ähnlicher einzelliger Parasiten beobachtet. Ähnliches ist 1976 aus New Jersey und 1989 von der Prince Edward Island berichtet worden. Das Lebewesen QPX erscheint in vielen Aspekten einem anderen – nicht verwandten – parasitären Protisten ähnlich, MSX (multinucleated sphere X), welcher Austern angreift und erstmals zwischen den späten 1940er und den 1950er Jahren im US-Nordosten beobachtet wurde.
Auf Basis von Untersuchungen der ribosomalen Erbsubstanz wird seit 2000 davon ausgegangen, dass es sich bei QPX um einen Mitglied der Klasse der Netzschleimpilze (Labyrinthulomycetes) und dabei um einen Verwandten von Thraustochytrium pachydermum handelt.
Ein mögliches Zeichen einer QPX-Infektion sind Schäden an der Klappenkante der Muschel, gelbe Knötchen und eine Schwellung des Mantels (Beobachtungen von Smolowitz et al. [1998, 2001]), wobei andere Untersuchunges das Vorliegen dieser Infekt-Zeichen bei betroffenen M. mercenaria nicht bestätigen konnten (Beobachtungen von Ragone Calvo et al. [1998], Ford et al. [2002], oder auch bei MacCallum und McGladdery [2000]). Hauptsächlich scheinen die Gewebe von Mantel und Kiemen befallen zu werden, Erreger sind aber auch in Fuß und Nieren nachgewiesen worden. Weitere klinische Zeichen sind eine verringerte Größenzunahme sowie allgemeine Entzündungszeichen.
Per Wissen aus Daten der nuller Jahre ist das Verbreitungsgebiet dieser parasitären Erkrankung auf die US-Bundesstaaten New Jersey, Massachusetts, Virginia sowie auf die benachbart dazu liegenden kanadischen nordostatlantischen Gebiete beschränkt. Es gibt Beobachtungen, wonach junge Muscheln aus einer Brüterei nicht befallen sind, sobald diese Individuen aber in ein Freiwasseraufzuchtgebiet gesetzt werden, starke Verluste durch Tod nach etwa einem Jahr Wachs-Zeit zu verzeichnen sind. Die Pathogene werden regelmäßig in Muscheln, welche älter als ein Jahr und größer als 20 Millimeter sind, gefunden. Es gibt eine Korrelation mit der Häufigkeit des Pathogenfundes und dem Salzgehalt des Meerwasserbiotops an der Fundstelle.
Um die Verbreitung der Erkrankung einzudämmen, wird der Handel mit Muschelbesatz zwischen den US-Bundesstaaten eingeschränkt oder untersagt, wie beispielsweise im Jahr 2002 für mindestens 180 Tage der Import an Besatztieren nach Virginia als empfangenden Staat und Florida sowie South Carolina als Herkunftsgebiete untersagt wurde.